# 24 Heures du Mans 2002
Navigation
Édition précédente Édition suivante
Les 24 Heures du Mans 2002 sont la 70e édition de l'épreuve et se déroulent les 15 et 16 juin 2002 sur le circuit de la Sarthe.

## Nombre de pilotes qualifiés pour la course
150 pilotes s'élancent de la grille de départ de ces 24 Heures du Mans édition 2002. Cette année, une seule femme est au départ de l'épreuve.
| 35 Français     | 26 Américains | 23 Britanniques | 9 Japonais   | 8 Allemands   |
| 8 Belges        | 8 Italiens    | 6 Néerlandais   | 5 Suisses    | 3 Autrichiens |
| 3 Portugais     | 3 Suédois     | 2 Canadiens     | 2 Danois     | 2 Monégasques |
| 2 Sud-Africains | 1 Australien  | 1 Espagnol      | 1 Finlandais | 1 Tchèque     |
| 1 Vénézuélienne |               |                 |              |               |

## Déroulement de la course

### Classements intermédiaires
| Pos. | Après la 1re heure | Après la 1re heure                                                           | Après 6 heures | Après 6 heures                                                            | Après 12 heures | Après 12 heures                                                               | Après 18 heures | Après 18 heures                                                              |
| Pos. | n°                 | Voiture / Pilotes                                                            | n°             | Voiture / Pilotes                                                         | n°              | Voiture / Pilotes                                                             | n°              | Voiture / Pilotes                                                            |
| ---- | ------------------ | ---------------------------------------------------------------------------- | -------------- | ------------------------------------------------------------------------- | --------------- | ----------------------------------------------------------------------------- | --------------- | ---------------------------------------------------------------------------- |
| 1    | 2                  | Audi Sport North America Audi R8 (LMP900) Herbert - Pescatori - Capello      | 1              | Audi Sport Team Joest Audi R8 (LMP900) Biela - Kristensen -- Pirro        | 1               | Audi Sport Team Joest Audi R8 (LMP900) Biela - Kristensen - Pirro             | 1               | Audi Sport Team Joest Audi R8 (LMP900) Biela - Kristensen - Pirro            |
| 2    | 1                  | Audi Sport Team Joest Audi R8 (LMP900) Biela - Kristensen - Pirro            | 2              | Audi Sport North America Audi R8 (LMP900) Herbert - Pescatori - Capello   | 2               | Audi Sport North America Audi R8 (LMP900) Herbert - Pescatori - Capello       | 2               | Audi Sport North America Audi R8 (LMP900) Herbert - Pescatori - Capello      |
| 3    | 5                  | Audi Sport Japan Team Goh Audi R8 (LMP900) Katoh - Dalmas - Ara              | 3              | Audi Sport Team Joest Audi R8 (LMP900) Werner - Krumm - Peter             | 3               | Audi Sport Team Joest Audi R8 (LMP900) Werner - Krumm - Peter                 | 3               | Audi Sport Team Joest Audi R8 (LMP900) Werner - Krumm - Peter                |
| 4    | 8                  | Team Bentley Bentley EXP Speed 8 (LMGTP) Wallace - van de Poele - Leitzinger | 26             | MG Sport & Racing Ltd. MG-Lola EX257 (LMP675) Reid - Hughes - Kane        | 8               | Team Bentley Bentley EXP Speed 8 (LMGTP) Wallace - van de Poele - Leitzinger  | 8               | Team Bentley Bentley EXP Speed 8 (LMGTP) Wallace - van de Poele - Leitzinger |
| 5    | 7                  | Team Cadillac Cadillac Northstar LMP-02 (LMP900) Bernard - Collard - Lehto   | 16             | Racing for Holland B.V. Dome S101 (LMP900) Lammers - Coronel - Hillebrand | 6               | Team Cadillac Cadillac Northstar LMP-02 (LMP900) Taylor - Angelelli - Tinseau | 14              | PlayStation Team Oreca Dallara SP1 (LMP900) Sarrazin - Montagny - Minassian  |

### Classement final de la course

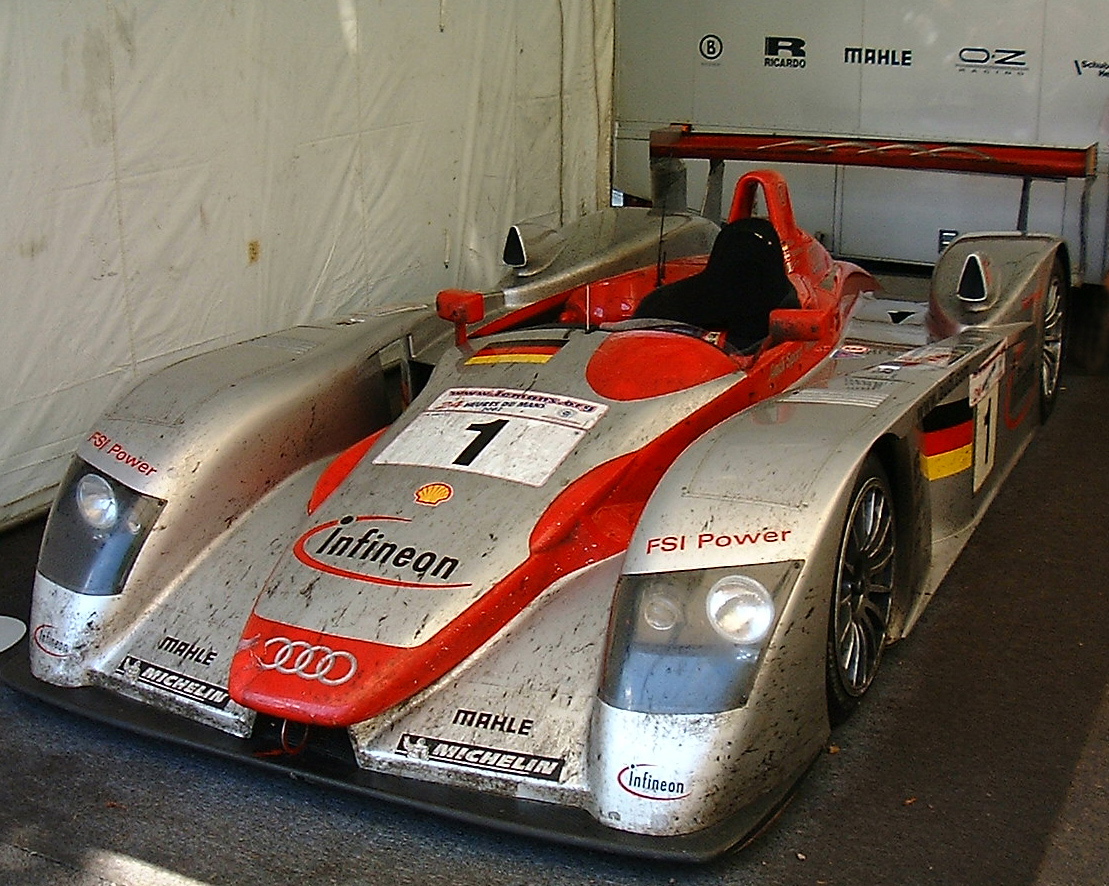
L'Audi R8, victorieuse de l'édition 2002.

Voici le classement officiel au terme des 24 heures de course.
- Les vainqueurs de chaque catégorie sont signalés par un fond jauni.
- Pour la colonne Pneus, il faut passer le curseur au-dessus du modèle pour connaître le manufacturier de pneumatiques.

| Pos.  | Catégorie | N° | Écurie                     | Pilotes                                                    | Châssis                          | Pneus | Tours |
| Pos.  | Catégorie | N° | Écurie                     | Pilotes                                                    | Moteur                           | Pneus | Tours |
| ----- | --------- | -- | -------------------------- | ---------------------------------------------------------- | -------------------------------- | ----- | ----- |
| 1     | LMP900    | 1  | Audi Sport Team Joest      | Frank Biela Tom Kristensen Emanuele Pirro                  | Audi R8                          | M     | 375   |
| 1     | LMP900    | 1  | Audi Sport Team Joest      | Frank Biela Tom Kristensen Emanuele Pirro                  | Audi 3.6L Turbo V8               | M     | 375   |
| 2     | LMP900    | 2  | Audi Sport North America   | Johnny Herbert Christian Pescatori Rinaldo Capello         | Audi R8                          | M     | 374   |
| 2     | LMP900    | 2  | Audi Sport North America   | Johnny Herbert Christian Pescatori Rinaldo Capello         | Audi 3.6L Turbo V8               | M     | 374   |
| 3     | LMP900    | 3  | Audi Sport Team Joest      | Marco Werner Michael Krumm Philipp Peter                   | Audi R8                          | M     | 372   |
| 3     | LMP900    | 3  | Audi Sport Team Joest      | Marco Werner Michael Krumm Philipp Peter                   | Audi 3.6L Turbo V8               | M     | 372   |
| 4     | LMGTP     | 8  | Team Bentley               | Andy Wallace Eric van de Poele Butch Leitzinger            | Bentley EXP Speed 8              | D     | 362   |
| 4     | LMGTP     | 8  | Team Bentley               | Andy Wallace Eric van de Poele Butch Leitzinger            | Bentley 4.0L Turbo V8            | D     | 362   |
| 5     | LMP900    | 15 | PlayStation Team Oreca     | Olivier Beretta Erik Comas Pedro Lamy                      | Dallara SP1                      | M     | 359   |
| 5     | LMP900    | 15 | PlayStation Team Oreca     | Olivier Beretta Erik Comas Pedro Lamy                      | Judd GV4 4.0L V10                | M     | 359   |
| 6     | LMP900    | 14 | PlayStation Team Oreca     | Stéphane Sarrazin Franck Montagny Nicolas Minassian        | Dallara SP1                      | M     | 359   |
| 6     | LMP900    | 14 | PlayStation Team Oreca     | Stéphane Sarrazin Franck Montagny Nicolas Minassian        | Judd GV4 4.0L V10                | M     | 359   |
| 7     | LMP900    | 5  | Audi Sport Japan Team Goh  | Hiroki Katoh Yannick Dalmas Seiji Ara                      | Audi R8                          | M     | 358   |
| 7     | LMP900    | 5  | Audi Sport Japan Team Goh  | Hiroki Katoh Yannick Dalmas Seiji Ara                      | Audi 3.6L Turbo V8               | M     | 358   |
| 8     | LMP900    | 16 | Racing for Holland B.V.    | Jan Lammers Tom Coronel Val Hillebrand                     | Dome S101                        | M     | 351   |
| 8     | LMP900    | 16 | Racing for Holland B.V.    | Jan Lammers Tom Coronel Val Hillebrand                     | Judd GV4 4.0L V10                | M     | 351   |
| 9     | LMP900    | 6  | Team Cadillac              | Wayne Taylor Max Angelelli Christophe Tinseau              | Cadillac Northstar LMP-02        | M     | 345   |
| 9     | LMP900    | 6  | Team Cadillac              | Wayne Taylor Max Angelelli Christophe Tinseau              | Cadillac Northstar 4.0L Turbo V8 | M     | 345   |
| 10    | LMP900    | 17 | Pescarolo Sport            | Sébastien Bourdais Jean-Christophe Boullion Franck Lagorce | Courage C60                      | M     | 343   |
| 10    | LMP900    | 17 | Pescarolo Sport            | Sébastien Bourdais Jean-Christophe Boullion Franck Lagorce | Peugeot A32 3.2L Turbo V6        | M     | 343   |
| 11    | GTS       | 63 | Corvette Racing            | Ron Fellows Johnny O'Connell Oliver Gavin                  | Chevrolet Corvette C5-R          | G     | 335   |
| 11    | GTS       | 63 | Corvette Racing            | Ron Fellows Johnny O'Connell Oliver Gavin                  | Chevrolet 7.0L V8                | G     | 335   |
| 12    | LMP900    | 7  | Team Cadillac              | Éric Bernard Emmanuel Collard JJ Lehto                     | Cadillac Northstar LMP-02        | M     | 334   |
| 12    | LMP900    | 7  | Team Cadillac              | Éric Bernard Emmanuel Collard JJ Lehto                     | Cadillac Northstar 4.0L Turbo V8 | M     | 334   |
| 13    | GTS       | 64 | Corvette Racing            | Andy Pilgrim Kelly Collins Franck Fréon                    | Chevrolet Corvette C5-R          | G     | 331   |
| 13    | GTS       | 64 | Corvette Racing            | Andy Pilgrim Kelly Collins Franck Fréon                    | Chevrolet 7.0L V8                | G     | 331   |
| 14    | GTS       | 52 | Oreca                      | Jonathan Cochet Benoît Tréluyer Jean-Philippe Belloc       | Chrysler Viper GTS-R             | M     | 326   |
| 14    | GTS       | 52 | Oreca                      | Jonathan Cochet Benoît Tréluyer Jean-Philippe Belloc       | Chrysler 8.0L V10                | M     | 326   |
| 15    | LMP900    | 13 | Courage Compétition        | Didier Cottaz Boris Derichebourg Thed Björk                | Courage C60                      | M     | 322   |
| 15    | LMP900    | 13 | Courage Compétition        | Didier Cottaz Boris Derichebourg Thed Björk                | Judd GV4 4.0L V10                | M     | 322   |
| 16    | GT        | 81 | The Racer's Group          | Kevin A. Buckler Lucas Luhr Timo Bernhard                  | Porsche 911 GT3 RS (996)         | M     | 322   |
| 16    | GT        | 81 | The Racer's Group          | Kevin A. Buckler Lucas Luhr Timo Bernhard                  | Porsche 3.6L Flat-6              | M     | 322   |
| 17    | GT        | 80 | Freisinger Motorsport      | Romain Dumas Sascha Maassen Jörg Bergmeister               | Porsche 911 GT3 RS (996)         | D     | 321   |
| 17    | GT        | 80 | Freisinger Motorsport      | Romain Dumas Sascha Maassen Jörg Bergmeister               | Porsche 3.6L Flat-6              | D     | 321   |
| 18    | GTS       | 50 | Larbre Compétition         | Christophe Bouchut Patrice Goueslard Vincent Vosse         | Chrysler Viper GTS-R             | M     | 319   |
| 18    | GTS       | 50 | Larbre Compétition         | Christophe Bouchut Patrice Goueslard Vincent Vosse         | Chrysler 8.0L V10                | M     | 319   |
| 19    | LMP675    | 29 | Noël del Bello Racing      | Jean-Denis Delétraz Christophe Pillon Walter Lechner Jr.   | Reynard 2KQ-LM                   | M     | 317   |
| 19    | LMP675    | 29 | Noël del Bello Racing      | Jean-Denis Delétraz Christophe Pillon Walter Lechner Jr.   | Volkswagen HPT16 2.0L I4         | M     | 317   |
| 20    | LMP675    | 25 | Gerard Welter              | Jean-René de Fournoux Stéphane Daoudi Jean-Bernard Bouvet  | WR LM2001                        | M     | 317   |
| 20    | LMP675    | 25 | Gerard Welter              | Jean-René de Fournoux Stéphane Daoudi Jean-Bernard Bouvet  | Peugeot 2.0L Turbo I4            | M     | 317   |
| 21    | GT        | 77 | Team Taisan Advan          | Atsushi Yogō (de) Akira Iida Kazuyuki Nishizawa            | Porsche 911 GT3 RS (996)         | Y     | 316   |
| 21    | GT        | 77 | Team Taisan Advan          | Atsushi Yogō (de) Akira Iida Kazuyuki Nishizawa            | Porsche 3.6L Flat-6              | Y     | 316   |
| 22    | GT        | 82 | Seikel Motorsport          | Fabio Rosa Luca Drudi Luca Riccitelli                      | Porsche 911 GT3 RS (996)         | Y     | 315   |
| 22    | GT        | 82 | Seikel Motorsport          | Fabio Rosa Luca Drudi Luca Riccitelli                      | Porsche 3.6L Flat-6              | Y     | 315   |
| 23    | GTS       | 68 | Ray Mallock Ltd.           | Pedro Chaves Miguel Ramos Gavin Pickering (de)             | Saleen S7-R                      | D     | 312   |
| 23    | GTS       | 68 | Ray Mallock Ltd.           | Pedro Chaves Miguel Ramos Gavin Pickering (de)             | Ford 7.0L V8                     | D     | 312   |
| 24    | GT        | 72 | Luc Alphand Aventures      | Luc Alphand Christian Lavieille Olivier Thévenin           | Porsche 911 GT3 RS (996)         | D     | 299   |
| 24    | GT        | 72 | Luc Alphand Aventures      | Luc Alphand Christian Lavieille Olivier Thévenin           | Porsche 3.6L Flat-6              | D     | 299   |
| 25    | GTS       | 51 | Larbre Compétition         | Jean-Luc Chéreau Carl Rosenblad Jean-Claude Lagniez        | Chrysler Viper GTS-R             | M     | 278   |
| 25    | GTS       | 51 | Larbre Compétition         | Jean-Luc Chéreau Carl Rosenblad Jean-Claude Lagniez        | Chrysler 8.0L V10                | M     | 278   |
| 26    | GTS       | 66 | Konrad Motorsport          | Terry Borcheller Toni Seiler Franz Konrad                  | Saleen S7-R                      | P     | 266   |
| 26    | GTS       | 66 | Konrad Motorsport          | Terry Borcheller Toni Seiler Franz Konrad                  | Ford 7.0L V8                     | P     | 266   |
| N. c. | LMP900    | 10 | DAMS Bob Berridge Racing   | Philippe Gache Emmanuel Clérico Michel Neugarten           | Lola B98/10                      | M     | 150   |
| N. c. | LMP900    | 10 | DAMS Bob Berridge Racing   | Philippe Gache Emmanuel Clérico Michel Neugarten           | Judd GV4 4.0L V10                | M     | 150   |
| Abd.  | LMP900    | 19 | MBD Sportscar Team         | Didier de Radiguès Milka Duno John Graham                  | Panoz LMP07                      | A     | 259   |
| Abd.  | LMP900    | 19 | MBD Sportscar Team         | Didier de Radiguès Milka Duno John Graham                  | Mugen MF408S 4.0L V8             | A     | 259   |
| Abd.  | LMP900    | 12 | Panoz Motor Sports         | Bill Auberlen David Donohue Gunnar Jeannette               | Panoz LMP01                      | M     | 230   |
| Abd.  | LMP900    | 12 | Panoz Motor Sports         | Bill Auberlen David Donohue Gunnar Jeannette               | Élan 6L8 6.0L V8                 | M     | 230   |
| Abd.  | LMP675    | 27 | MG Sport & Racing Ltd.     | Mark Blundell Julian Bailey Kevin McGarrity                | MG-Lola EX257                    | M     | 219   |
| Abd.  | LMP675    | 27 | MG Sport & Racing Ltd.     | Mark Blundell Julian Bailey Kevin McGarrity                | MG (AER) XP20 2.0L Turbo I4      | M     | 219   |
| Abd.  | LMP900    | 4  | Riley & Scott Racing       | Marc Goossens Jim Matthews Didier Theys                    | Riley & Scott MkIIIC             | G     | 189   |
| Abd.  | LMP900    | 4  | Riley & Scott Racing       | Marc Goossens Jim Matthews Didier Theys                    | Élan 6L8 6.0L V8                 | G     | 189   |
| Abd.  | LMP900    | 9  | Kondo Racing               | Masahiko Kondo Ian McKeller Jr. François Migault           | Dome S101                        | M     | 182   |
| Abd.  | LMP900    | 9  | Kondo Racing               | Masahiko Kondo Ian McKeller Jr. François Migault           | Judd GV4 4.0L V10                | M     | 182   |
| Abd.  | GT        | 73 | DeWALT Racesport Salisbury | Richard Stanton Steve Hyde Richard Hayes                   | Morgan Aero 8R                   | D     | 181   |
| Abd.  | GT        | 73 | DeWALT Racesport Salisbury | Richard Stanton Steve Hyde Richard Hayes                   | BMW 4.0L V8                      | D     | 181   |
| Abd.  | GTS       | 58 | Prodrive                   | Rickard Rydell Alain Menu Tomáš Enge                       | Ferrari 550 GTS Maranello        | M     | 167   |
| Abd.  | GTS       | 58 | Prodrive                   | Rickard Rydell Alain Menu Tomáš Enge                       | Ferrari F131 6.0L V12            | M     | 167   |
| Abd.  | GT        | 75 | Orbit Racing               | Leo Hindery Jr. Peter Baron Anthony Kester                 | Porsche 911 GT3 RS (996)         | M     | 165   |
| Abd.  | GT        | 75 | Orbit Racing               | Leo Hindery Jr. Peter Baron Anthony Kester                 | Porsche 3.6L Flat-6              | M     | 165   |
| Abd.  | LMP900    | 18 | Pescarolo Sport            | Éric Hélary Stéphane Ortelli Ukyo Katayama                 | Courage C60                      | M     | 144   |
| Abd.  | LMP900    | 18 | Pescarolo Sport            | Éric Hélary Stéphane Ortelli Ukyo Katayama                 | Peugeot A32 3.2L Turbo V6        | M     | 144   |
| Abd.  | GT        | 85 | Spyker Automobielen B.V.   | Peter Kox Norman Simon Hans Hugenholtz                     | Spyker C8 Double-12R             | D     | 142   |
| Abd.  | GT        | 85 | Spyker Automobielen B.V.   | Peter Kox Norman Simon Hans Hugenholtz                     | BMW 3.4L V8                      | D     | 142   |
| Abd.  | LMP675    | 26 | MG Sport & Racing Ltd.     | Anthony Reid Warren Hughes Jonny Kane                      | MG-Lola EX257                    | M     | 129   |
| Abd.  | LMP675    | 26 | MG Sport & Racing Ltd.     | Anthony Reid Warren Hughes Jonny Kane                      | MG (AER) XP20 2.0L Turbo I4      | M     | 129   |
| Abd.  | LMP675    | 28 | ROC Auto                   | Jordi Gené Mark Smithson Peter Owen                        | Reynard 2KQ-LM                   | M     | 126   |
| Abd.  | LMP675    | 28 | ROC Auto                   | Jordi Gené Mark Smithson Peter Owen                        | Volkswagen HPT16 2.0L I4         | M     | 126   |
| Abd.  | GT        | 74 | Auto Palace                | Guillaume Gomez Ryo Fukuda Laurent Cazenave                | Ferrari 360 Modena GT            | P     | 119   |
| Abd.  | GT        | 74 | Auto Palace                | Guillaume Gomez Ryo Fukuda Laurent Cazenave                | Ferrari F133 3.6L V8             | P     | 119   |
| Abd.  | LMP675    | 30 | KnightHawk Racing          | Steve Knight Mel Hawkins Duncan Dayton                     | MG-Lola EX257                    | A     | 102   |
| Abd.  | LMP675    | 30 | KnightHawk Racing          | Steve Knight Mel Hawkins Duncan Dayton                     | MG (AER) XP20 2.0L Turbo I4      | A     | 102   |
| Abd.  | LMP900    | 22 | DAMS                       | Jérôme Policand Marc Duez Perry McCarthy                   | Panoz LMP-1 Roadster-S           | M     | 98    |
| Abd.  | LMP900    | 22 | DAMS                       | Jérôme Policand Marc Duez Perry McCarthy                   | Élan 6L8 6.0L V8                 | M     | 98    |
| Abd.  | GTS       | 53 | Team Carsport Holland      | Mike Hezemans Gabriele Matteuzzi Anthony Kumpen            | Chrysler Viper GTS-R             | P     | 93    |
| Abd.  | GTS       | 53 | Team Carsport Holland      | Mike Hezemans Gabriele Matteuzzi Anthony Kumpen            | Chrysler 8.0L V10                | P     | 93    |
| Abd.  | LMP900    | 11 | Panoz Motor Sports         | David Brabham Jan Magnussen Bryan Herta                    | Panoz LMP01                      | M     | 90    |
| Abd.  | LMP900    | 11 | Panoz Motor Sports         | David Brabham Jan Magnussen Bryan Herta                    | Élan 6L8 6.0L V8                 | M     | 90    |
| Abd.  | GT        | 71 | JMB Racing                 | Stephen Earle Chris MacAllister Gary Schultheis            | Ferrari 360 Modena GT            | P     | 85    |
| Abd.  | GT        | 71 | JMB Racing                 | Stephen Earle Chris MacAllister Gary Schultheis            | Ferrari F133 3.6L V8             | P     | 85    |
| Abd.  | GTS       | 67 | Konrad Motorsport          | Walter Brun Charles Slater Rodney Mall                     | Saleen S7-R                      | P     | 83    |
| Abd.  | GTS       | 67 | Konrad Motorsport          | Walter Brun Charles Slater Rodney Mall                     | Ford 7.0L V8                     | P     | 83    |
| Abd.  | GT        | 78 | PK Sport Ltd.              | Robin Liddell David Warnock (de) Piers Masarati            | Porsche 911 GT3 RS (996)         | P     | 83    |
| Abd.  | GT        | 78 | PK Sport Ltd.              | Robin Liddell David Warnock (de) Piers Masarati            | Porsche 3.6L Flat-6              | P     | 83    |
| Abd.  | LMP900    | 21 | Team Ascari                | Werner Lupberger (en) Ben Collins Timothy J. Bell          | Ascari KZR-1                     | D     | 17    |
| Abd.  | LMP900    | 21 | Team Ascari                | Werner Lupberger (en) Ben Collins Timothy J. Bell          | Judd GV4 4.0L V10                | D     | 17    |
| Abd.  | GT        | 70 | JMB Racing                 | Cort Wagner Sam Hancock Martin Short                       | Ferrari 360 Modena GT            | P     | 16    |
| Abd.  | GT        | 70 | JMB Racing                 | Cort Wagner Sam Hancock Martin Short                       | Ferrari F133 3.6L V8             | P     | 16    |
| Abd.  | LMP675    | 24 | Autoexe Motorsports        | Yojiro Terada John Fergus Jim Downing                      | Autoexe LMP-02                   | A     | 5     |
| Abd.  | LMP675    | 24 | Autoexe Motorsports        | Yojiro Terada John Fergus Jim Downing                      | Mazda R26B 2.6L 4-Rotor          | A     | 5     |

Détail :
- La Lola B98/10 no 10 n'a pas été classée pour distance insuffisante (moins de 70 % de la distance parcourue du 1er).

## Pole position et record du tour
- Pole position : Rinaldo Capello sur Audi Sport North America no 2 en 3 min 29 s 905.
- Meilleur tour en course : Tom Kristensen sur Audi Sport Team Joest no 1 en 3 min 33 s 483 au 252e tour.

## Tours en tête
- no 2 Audi R8 - Audi Sport North America : 52 (1-9 / 14-22 / 25-36 / 38-59)
- no 1 Audi R8 - Audi Sport Team Joest : 323 (10-13 / 23-24 / 37 / 60-375)

## À noter
- Longueur du circuit : 13,650 km
- Distance parcourue : 5 118,75 km
- Vitesse moyenne : 213,068 km/h
- Écart avec le 2e : 13,650 km
- 200 000 spectateurs

## Cinéma
Deux voitures de compétition plutôt spéciales sont engagées par l'écurie DAMS, spécialement pour le tournage du film Michel Vaillant lors de cette édition. Il s'agit d'une Lola B98/10 (en tant que Vaillante) et d'une Panoz LMP-1 Roadster-S (en tant que Leader).